# Beniamino Andreatta
Beniamino Andreatta, italijanski politik in ekonomist, * 11. avgust 1928, Trento, † 26. marec 2007, Bologna.
Andreatta je v svoji politični karieri bil: minister zakladnice Italijanske republike (1980–1982), minister za zunanje zadeve Italijanske republike (1993–1994), minister za obrambo Italijanske republike (1996–1998) ...